# Бассет, Гилберт (ум. 1205)
Гилберт Бассет (I) (англ. Gilbert Basset; ум. ок. 1205) — английский землевладелец, феодальный барон Уоллингфорда с 1182, старший сын юстициария Томаса Бассета (I) и Аделизы де Данстанвиль. Шериф Оксфордшира в 1200—1201 годах.

## Происхождение
Гилберт происходил из англонормандского рода Бассетов, представители которой в XII—XIII веках верно служили королям Англии. Его отец, Томас Бассет (I), находился на королевской службе с 1163 года и занимал при дворе Генриха II Плантагенета разные административные и судебные посты. В 1163—1181 годах он был одним из баронов казначейства, а также был одним из королевских юстициариев, который проводил выездные сессии королевского суда на юге и западе Англии. В этом браке родилось 3 сына и дочь. Мать Гилберта происходила из англонормандского рода Данстанвилей, имевшего владения в Уилтшире, Шропшире, Сассексе, Корнуолле и Оксфордшире. Её отец Алан I де Данстанвиль и его брат Роберт во время  гражданской войны в Англии были сторонниками императрицы Матильды, благодаря чему оказались сначала при её дворе, а потом ри дворе её сына, будущего короля Генриха II Плантагенета.

## Биография
Точный год рождения Гилберта неизвестен. Он был старшим из трёх сыновей Томаса и Аделизы. Его отец умер около 1182 года, после чего его владения унаследовал Гилберт. Как и его отец, Гилберт с младшим братом Томасом оказался на королевской службе, позже там же оказался и самый младший из братьев, Алан.
Согласно хартии, датированной 1180/1182 годом, Гилберт по просьбе брата Томаса согласился уступить поместье Комптон Бассет в Уилтшире младшему брату Алану. По хартии, датированной 1182/1185 годом, он пожаловал землю в Бистере и ряд других владений настоятелю Бистерского монастыря, который, согласно хартии короля Эдуарда II он и основал. В 1186/1187 годах упоминается, что Гилберт владел землями фьефа Уоллингфорд. Также согласно хартии, датированной 1180/1205 годом, он владел землями в Коули. Кроме того, согласно «Казначейской книге Эксетера» за 1194/1195 год ему была предоставлена отсрочка платежа за владения в Бакингемшире и Бедфордшире.
После того как около 1195 года умер его дядя, Уолтер I де Данстанвиль, Гилберт вместе с братом Томасом попытались получить опеку над его малолетним наследником, Уолтером II, а также предприняли попытку захватить часть его земель. В итоге контроль над этими владениями оказался в руках у Гилберта.
В 1200—1201 годах Гилберт занимал должность шерифа Оксфорда и констебля Оксфордского замка.
Благодаря земельным пожалованиям у Гилберта, Томаса и Алана оказалось достаточное количество рыцарских фьефов, чтобы они составили небольшую баронию.
В 1200 году Гилберт сопровождал короля Иоанна Безземельного в Нормандию, а также вместе с братьями участвовал в церемонии принесения дани королём Шотландии Вильгельма I Льва в Линкольне, причём они все трое названы баронами. В этом же году король подтвердил дарение Гилберту манора Стратфорд.
Гилберт умер около 1205 года. От брака с Эжелин де Куртене, дочерью Рено де Куртене, у него было двое детей. Сын, Томас, умер в младенчестве, поэтому наследницей его владений стала его дочь Евстахия. Опеку над землями Данстанвилей унаследовал его брат Томас.

## Брак и дети
Жена: Эжелин де Куртене (ум. после 1209), дочь Рено де Куртене от второго брака с Авизой д’Авранш. Дети:
- Томас Бассет (ум. в младенчестве)[7].
- Эсташия Бассет (ум. после 1211/1216); 1-й муж: Томас де Верден (ум. 1199); 2-й муж: Ричард (III) де Камвиль (ум. после 12 февраля 1217)[7].